# Mimetus tuberculatus
Mimetus tuberculatus là một loài nhện trong họ Mimetidae.
Loài này thuộc chi Mimetus. Mimetus tuberculatus được miêu tả năm 1991 bởi Liang & Wang.